# Воздвижење часног Крста
Воздвижење часног Крста, често називан и као (јесењи) Крстовдан, је црквени и народни празник којим се прославља догађај током којег је цар Константин уздигао (воздигао) крст у Риму у част победе над царом Максенцијем. Српска православна црква слави Крстовдан 14. септембра по старом календару (27. септембар по грегоријанском), као дан строгог поста тзв. сухоједење (једење намирница биљнога порекла без термичке обраде), осим ако падне за викенд када се разрешава пост на уље.
Српски народ препознаје значај овог поста и зато је у народу укорењена изрека: Ко се Крстом крсти, за Крстовдан пости!

## Историја
Овога дана празнују се два догађаја у вези са часним Крстом Христовим: прво проналазак часног Крста на Голготи, и друго повратак часног Крста из Персије опет у Јерусалим.
Обилазећи Свету Земљу света царица Јелена желела је да потражи Христов часни Крст. Неки старац Јеврејин, по имену Јуда, једини је знао место где се Крст налазио, па је присиљен од царице да јој саопшти, да је Крст закопан под храмом Венериним, кога на Голготи подигао цар Хадријан. Царица нареди, тада да поруше тај идолски храм, па копајући у дубину нађоше три крста. Царица ја била у недоумици, како да распозна Христов крст. Патријарх Макарије који је био са њом у пратњи, наредио је да се донесе покојниик и да се на њега постављају редом један по један крст. Када су стављени први и други крст, покојник је остао да лежи непромењено. А када је на њега стављен трећи крст, покојник је оживео. То је била потврда да је то часни и животворни Крст Христов. Након тога, су крст поставили и на једну болесну жену, и жена је оздравила. Тада је патријарх Макарије уздигао Крст, да га сав народ види, а народ је са сузама певао: Господе помилуј! "Царица Јелена направи ковчег од сребра и положи у њ часни Крст."
Касније, када је персијски цар Хозроје освојио Јерусалим, одвео многи народ у ропство и однео Часни Крст у Персију. У Персији је Крст је лежао 14 година. 628. године грчки цар Ираклије победио је Хозроја и са славом повратио Крст у Јерусалим. Ушавши у град цар Ираклије носио је Крст на својим леђима. Но на једанпут је стао и неје више могао ни корака крочити. Патријарх Захарије је тада видео ангела, који је спречавао цара да у раскошном царском оделу иде под Крстом и то по оном путу по коме је ишао сам Господ Исус Христ, бос и понижен. Када је то виђење патријарх објавио цару, он се свукао, па у скромној одећи и босоног узео Крст, изнесо га на Голготу, и положио га у храм Васкрсења, на радост и утеху свих хришћана.
ОХРИДСКИ ПРОЛОГ светог Николаја Охридског и Жичког
Тропар (глас 1):
црквенословенски:
"Спаси, Господи, люди Твоѧ и благослови достоѧнiе Твое, побэды православным христианoм нашим на сопротивныѧ даруѧ, и Твое сохранѧаѧ Крестом Твоимь жительство."
српски:
"Спаси Господе народ Свој и благослови наслеђе Своје, даруј победу свим Православним Хришћанима над њиховим противницима, и сачувај Крстом Твојим народ Твој"